# Next One
Next One was een Volendamse band uit het palingsoundgenre.

## Biografie
De groep had tussen 1975 en 1982 vier Top 40-hits. Tot 1980 was de line-up: Piet Schilder, André Veerman, Jan Mühren, Albert Schilder en Thoom Veerman. Hierna verliet behalve Piet Schilder iedereen de band. Hiervoor kwamen Nico Tol, Jan Sombroek, Ed Antoine en Willem Jonk terug. Hun laatste hit "Cats for ever" was een medley van hits van hun plaatsgenoten The Cats. Van 1985 tot 2000 nam Kees Steur (Sjor) het drumstokje over van Willem Jonk.
In 1988 stapt gitarist Dirk van der Horst over van Next One naar BZN. Hij wordt vervangen door John Meijer. In 2003 neemt John Meijer wederom zijn plaats in bij BZN. Ook toetsenist Jan Keizer (niet BZN) verlaat na vier jaar de band.
Next One is dan voornamelijk een artiestenbegeleidingsband voor acts als Jan Smit, Anny Schilder, George Baker, Piet Veerman en Harry Slinger (Drukwerk).
Jan Sombroek werd in 2007 lid van de band Mon Amour (BZN Tribute Band).

## Discografie

### Singles
| Single met eventuele hitnotering(en) in de Nederlandse Top 40 | Datum van verschijnen | Datum van binnenkomst | Hoogste positie | Aantal weken | Opmerkingen |
| ------------------------------------------------------------- | --------------------- | --------------------- | --------------- | ------------ | ----------- |
| Yesterday's memories                                          | 24-11-1973            |                       | tip             |              |             |
| To all your friends                                           | 4-5-1974              |                       | tip             |              |             |
| Goodbye Ann Louisa                                            |                       | 25-1-1975             | 30              | 4            |             |
| Little Spanish sailor                                         |                       | 26-6-1976             | 21              | 5            |             |
| Emmalee                                                       | 18-9-1976             |                       | tip             |              |             |
| Meine Sommerliebe                                             | 1976                  |                       |                 |              |             |
| Realité                                                       |                       | 28-10-1978            | 35              | 3            |             |
| I love you so                                                 | 16-2-1980             |                       | tip             |              |             |
| Cats for ever                                                 |                       | 21-8-1982             | 5               | 8            |             |